# Campionati europei di beach volley 2020
Il Campionato europeo di beach volley 2020 si è svolto dal 15 al 20 agosto 2019 a Jūrmala in Lettonia.

## Podi

### Uomini
| Evento                     | Oro                                 | Argento                                        | Bronzo                            |
| Torneo maschile (dettagli) | Norvegia Anders Mol Christian Sørum | Russia Viacheslav Krasilnikov Oleg Stoyanovski | Italia Paolo Nicolai Daniele Lupo |

### Donne
| Evento                      | Oro                                       | Argento                             | Bronzo                                        |
| Torneo femminile (dettagli) | Svizzera Joana Heidrich Anouk Vergé-Dépré | Germania Kim Behrens Cinja Tillmann | Russia Nadezhda Makroguzova Svetlana Jolomina |

## Medagliere
| Posizione | Nazione  | Oro | Argento | Bronzo | Totale |
| --------- | -------- | --- | ------- | ------ | ------ |
| 1         | Norvegia | 1   | 0       | 0      | 1      |
| 1         | Svizzera | 1   | 0       | 0      | 1      |
| 3         | Russia   | 0   | 1       | 1      | 2      |
| 4         | Germania | 0   | 1       | 0      | 1      |
| 5         | Italia   | 0   | 0       | 1      | 1      |
| Totale    | Totale   | 2   | 2       | 2      | 6      |